# Schwartz Anikó
Schwartz Anikó, született Juhász Anikó (Nagyvárad, 1950. január 31. –) erdélyi magyar kutatóvegyész, Schwartz Róbert felesége.

## Életútja, munkássága
A nagyváradi 2. sz. Elméleti Líceum magyar tagozatán érettségizett 1967-ben, majd a BBTE-n, szerves kémia szakon szerzett egyetemi diplomát. 1972–73-ban vegyész a kolozsvári Terapia gyógyszergyárban, 1973–78 között a Gyógyszerkutató Intézetben, majd ugyanott kutató (1978–89), ill. főkutató (1989-től nyugdíjazásáig).
Kutatási területe a gyógyszerek, szteroid hormonok. Tanulmányai hazai és külföldi szaklapokban jelentek meg. Több találmány, szabadalom társszerzője. Része volt a Kiáltó Szó című szamizdat lap kiadásában és terjesztésében (1988).